# Город Бога
«Город Бога» (порт. Cidade de Deus) — криминальный фильм бразильских режиссёров Фернанду Мейреллиша и Кати Лунд по одноимённому роману Пауло Линса, показывающий хронологию жизни персонажей бразильских трущоб — фавел Рио-де-Жанейро в стилистике социального реализма. Фильм также затрагивает проблему расового и социального неравенства в Бразилии, так как большинство его участников имеют ярко выраженное африканское происхождение. Также повествование охватывает события, происходящие с конца 1960-х до начала 1980-х годов в так называемом «Городе Бога» — трущобах в бразильском городе Рио-де-Жанейро. Фильм занимает 22-е место в списке 250 лучших фильмов по версии IMDB и 173-е по версии КиноПоиска.

## Сюжет
Фильм охватывает события, происходящие с конца 1960-х до начала 1980-х (период военной диктатуры) в так называемом «Городе Бога» — трущобах в бразильском городе Рио-де-Жанейро. Главные герои фильма — парень по кличке «Ракета», балансирующий между честной жизнью и мелкими правонарушениями, и его знакомый Малыш Фишка, который с восьми лет начал карьеру гангстера, который был полной противоположностью Ракеты. В фильме одновременно развивается история нескольких героев.

## В ролях
| Актёр                                                 | Роль                             |
| ----------------------------------------------------- | -------------------------------- |
| Алешандру Родригес                                    | Ракета                           |
| Леандро Фирмино (взрослый) Дуглас Силва (ребёнок)     | Малыш Зе (в детстве Малыш Фишка) |
| Феллипе Хогенсен (взрослый) Мишель де Соуза (ребёнок) | Бенни                            |
| Джонатан Хогенсен                                     | Лохматый                         |
| Матеус Нахтергэле                                     | Морковь                          |
| Сеу Жоржи                                             | Мане Галинья (Красавчик Нед)     |
| Алисе Брага                                           | Анжелика                         |

## Критика
На агрегаторе рецензий Rotten Tomatoes рейтинг одобрения составляет 91 % на основе отзывов 165 критиков со средней оценкой 8,3 из 10. Консенсус веб-сайта гласит: «„Город Бога“ предлагает шокирующий и тревожный, но всегда убедительный взгляд на жизнь в трущобах Рио-де-Жанейро».
Колин Кеннеди из Empire наградил фильм 5 звездами из 5, сравнив его со «Славными парнями» и написав в своем обзоре: «Это сопливый и кровавый фильм». Кинокритик Роджер Эберт наградил фильм 4 звездами из 4, написав: «„Город Бога“ бурлит от бешеной энергии, погружая в историю банд трущоб Рио-де-Жанейро».

## Награды и номинации
Фильм получил множество наград и номинаций, среди которых:

### Награды
- 2003 — премия BAFTA за лучший монтаж (Даниэль Резенде)
- 2002 — премия Visions Award (Специальное упоминание) кинофестиваля в Торонто

### Номинации
- 2004 — 4 номинации на «Оскар»: лучший режиссёр (Фернанду Мейреллиш), адаптированный сценарий (Браулио Мантовани), монтаж (Даниэль Резенде) и операторская работа (Сезар Шарлон)
- 2003 — номинация на премию BAFTA за лучший фильм не на английском языке (Фернанду Мейреллиш, Андреа Барата Рибейро, Маурисио Андраде Рамос)
- 2004 — номинация на премию «Бодиль» за лучший неамериканский фильм (Фернанду Мейреллиш, Катя Лунд)
- 2002 — номинация на премию Screen International Award Европейской киноакадемии
- 2003 — номинация на премию «Золотой глобус» за лучший зарубежный фильм
- 2004 — номинация на премию «Независимый дух» за лучший зарубежный фильм (Фернанду Мейреллиш)
- 2004 — номинация на премию «Серебряная лента» Итальянского синдиката киножурналистов лучшему режиссёру зарубежного фильма (Фернанду Мейреллиш)

## Съёмки
Роль Мане Галиньи исполнил известный бразильский певец Сеу Жоржи, в фильме есть песня в его исполнении.